# Palacio Branicki (Varsovia)
Palacio Branicki es un palacio ubicado en el número 6 de la calle Miodowa de  Varsovia.
Construida en las inmediaciones del Castillo Real, fue una de las residencias magnates más ricas de la capital.

## Historia
En la primera mitad del siglo XVII se encontraba en este lugar una casa solariega de la familia Sapieha. En el siglo XVIII la propiedad fue comprada por Stefan Mikołaj Branicki. El palacio fue construido en los años 40el siglo XVIII para Jan Klemens Branicki, Gran Hetman de la Corona. Su arquitecto principal fue Jan Zygmunt Deybel. También colaboraron con él Jan Henryk Klemm, Jakub Fontana y el escultor Jan Chrysostom Redler. El palacio del barroco tardío tiene dos anexos clasicistas que rodean un gran patio, cerrado por una puerta que da a la calle Podwale. Por el apodo de la esposa del hetman, Izabella de soltera Poniatowska (hermana del rey Estanislao Augusto), se llamaba comúnmente "el palacio de la Dama de Cracovia" (heredó esta propiedad en 1771).
En 1804 se vendió a la familia Niemojewski y en 1817 Stanisław Sołtyk se convirtió en su propietario. El palacio fue reconstruido muchas veces en el siglo XIX.
Hasta 1949 pertenecía a Franciszek Salezy Potocki cuando le fue confiscada en virtud del decreto sobre la propiedad y el uso de la tierra en la zona de calle. Varsovia del 26 de octubre de 1945 (el llamado decreto Bierut). Destruido durante la Segunda Guerra Mundial, fue reconstruido en 1947-1953. Albergaba el Ministerio de Educación Superior.
En 1965 el palacio, junto con las dependencias y la puerta, fueron inscritos en el registro de monumentos.
Hasta 2009 fue una de las oficinas de la Oficina de la Ciudad de Varsovia.  En septiembre de 2008, las autoridades de la ciudad entablaron negociaciones con los herederos de Potocki sobre las condiciones de devolución de la propiedad.
En 2013, los herederos de Franciszek Salezy Potocki vendieron el edificio a unpromotor. En diciembre de 2022, se inauguró en el palacio (conectado con el vecino Palacio Szaniawski) el hotel Verte, parte de la cadena boutique Autograph Collection Marriott International.